# Cimatti-Museum
Das Cimatti-Museum von Chōfu in der Präfektur Tokio ist ein Museum, das Objekte, Bücher und vor allem Briefe von Don Vincenzo Cimatti, dem Gründer des salesianischen Werkes in Japan sammelt. Es wurde 1983 gebaut. Chōfu liegt etwa 20 km westlich der Stadt Tokio.